# Малиле, Реис
Реис Малиле (алб. Reiz Malile; 1924 — 2003) — албанский политик и дипломат.
На дипломатической службе с 1949 года. Был первым секретарём миссии Албании в СССР, затем возглавлял первый политический отдел МИД Албании.
- В 1949 году — временный поверенный в делах Албании в СССР.
- В 1956—1961 годах — постоянный представитель Албании при ООН.
- В 1961—1963 годах — посол Албании в Китае и Вьетнаме (по совместительству).
- В 1963—1982 годах — заместитель министра иностранных дел Албании.
- С 30 июня 1982 по 22 февраля 1991 года — министр иностранных дел Албании.